# Aleuroduplidens triangularis
Aleuroduplidens triangularis es un hemíptero de la familia Aleyrodidae, con una subfamilia: Aleyrodinae. Fue descrita científicamente en 1999 por Martin.